# Chef de la république de l'Altaï
Le chef de la république de l'Altaï (en russe : Глава́ Респу́блики Алтай, en altaï : Алтай Араспублыканыҥ башкарузы) est le chef du sujet russe de la république de l'Altaï, ainsi que le chef de son gouvernement. Il est élu au scrutin uninominal majoritaire à deux tours pour une mandature de 5 ans.

## Pouvoirs
Selon les articles 113 à 127 (chapitres 10 et 11) de la Constitution de la république de l'Altaï, les pouvoirs du chef sont les suivants :
1. Représente la république de l'Altaï dans les relations avec les autorités de l'État fédéral, les autorités de l'État des sujets de la fédération de Russie, les gouvernements locaux et dans la mise en œuvre des relations économiques extérieures, tout en ayant le droit de signer des contrats et des accords au nom de la république de l'Altaï ;
2. Promulgue les lois de la république de l'Altaï, certifiant leur promulgation par la signature, ou rejette les lois adoptées par l'Assemblée d'État - El Kouroultaï de la république de l'Altaï ;
3. Forme le gouvernement de la république de l'Altaï conformément à la législation de la république de l'Altaï ;
4. Déterminer la structure des organes exécutifs du pouvoir d'État de la république de l'Altaï ;
5. Avec l'accord de l'Assemblée d'État - El Kouroultaï de la république de l'Altaï, nomme les membres du Gouvernement de la république de l'Altaï, dont la liste est déterminée par la présente Constitution ;
6. A le droit d'exiger la convocation d'une session extraordinaire de l'Assemblée d'État - El Kouroultaï de la république de l'Altaï, ainsi que de convoquer l'Assemblée d'État nouvellement élue - El Kouroultaï de la république de l'Altaï pour la première session avant le terme établi par la présente Constitution ;
7. A le droit de participer aux travaux de l'Assemblée d'État - El Kouroultaï de la république de l'Altaï avec droit de vote consultatif ;
8. A le droit d'initiative législative à l'Assemblée d'État - El Kouroultaï de la république de l'Altaï ;
9. Soumet chaque année à l'Assemblée d'État - El Kouroultaï de la république de l'Altaï le projet de budget de la république de l'Altaï et un rapport sur son exécution ;
10. Soumet à l'Assemblée d'État - El Kouroultaï de la république de l'Altaï des projets de programmes pour le développement socio-économique de la république de l'Altaï et des rapports sur leur mise en œuvre ;
11. A le droit de prendre une décision sur la résiliation anticipée des pouvoirs de l'Assemblée d'État - El Kouroultaï de la République de l'Altaï pour les motifs et de la manière prescrits par la loi ;
12. Nomme et révoque les représentants de la république de l'Altaï dans les organes de l'État de la fédération de Russie et de ses sujets ;
13. Nomme un membre du Conseil de la fédération de l'Assemblée fédérale de la fédération de Russie - un représentant du gouvernement de la république de l'Altaï ;
14. Nomme la moitié des membres de la Commission électorale de la république de l'Altaï ;
15. Décerne les récompenses d'État de la république de l'Altaï, confère les titres honorifiques de la république de l'Altaï conformément à la loi ;
16. Peut saisir la Cour constitutionnelle de la fédération de Russie ;
17. Soumet à l'Assemblée d'État - El Kouroultaï de la république de l'Altaï des rapports annuels sur la situation dans la république ;
18. A le droit de décider de la démission du Gouvernement de la république, de ses membres individuels, et accepte également la démission volontaire des membres du Gouvernement ;
19. Forme l'appareil unifié du chef de la république de l'Altaï et du gouvernement de la république de l'Altaï ;
  1. (19.1) Assure la coordination des activités des autorités exécutives de la république de l'Altaï avec les autres autorités étatiques de la république de l'Altaï et, conformément à la législation de la fédération de Russie, peut organiser l'interaction des autorités exécutives de la république de l'Altaï avec les autorités fédérales les autorités exécutives et leurs organes territoriaux, les gouvernements locaux et les associations publiques ;
20. Exerce d'autres pouvoirs conformément aux lois fédérales, à la présente Constitution et aux lois de la République de l'Altaï.

## Liste
| No                                                | Portrait         | Nom                                | Parti                    | Début de mandat  | Fin de mandat                  | Élection          |
| ------------------------------------------------- | ---------------- | ---------------------------------- | ------------------------ | ---------------- | ------------------------------ | ----------------- |
| 1                                                 |                  | Valérie Tchaptynov (en)(1945-1997) | Indépendant              | 1er février 1994 | 24 mai 1993                    |                   |
| 2                                                 |                  | Vladilen Volkov (en) (né en 1939)  | Indépendant              | 30 janvier 1997  | 13 janvier 1998 démissionnaire | 1997              |
| 3                                                 |                  | Semion Zoubakine (en) (né en 1952) | Russie unie              | 13 janvier 1998  | 19 janvier 2002                |                   |
| 4                                                 |                  | Mikhaïl Lapchine (en) (1934-2006)  | Parti agrarien de Russie | 19 janvier 2002  | 26 janvier 2006                | 2001-2002         |
| 5                                                 |                  | Alexandre Berdnikov (né en 1953)   | Russie unie              | 26 janvier 2006  | 20 mars 2019                   | 2006*, 2009* 2014 |
| -                                                 |                  | Oleg Khorokhordine (né en 1972)    | Indépendant              | 20 mars 2019     | 1er octobre 2019               | 2019              |
| 6                                                 | 1er octobre 2019 | Oleg Khorokhordine (né en 1972)    | Indépendant              | 4 juin 2024      |                                | 2019              |
| -                                                 |                  | Andreï Tourtchak (né en 1975)      | Russie unie              | 4 juin 2024      |                                |                   |
| *élections par l'Assemblée d'État - El Kouroultaï |                  |                                    |                          |                  |                                |                   |